# Avaskär

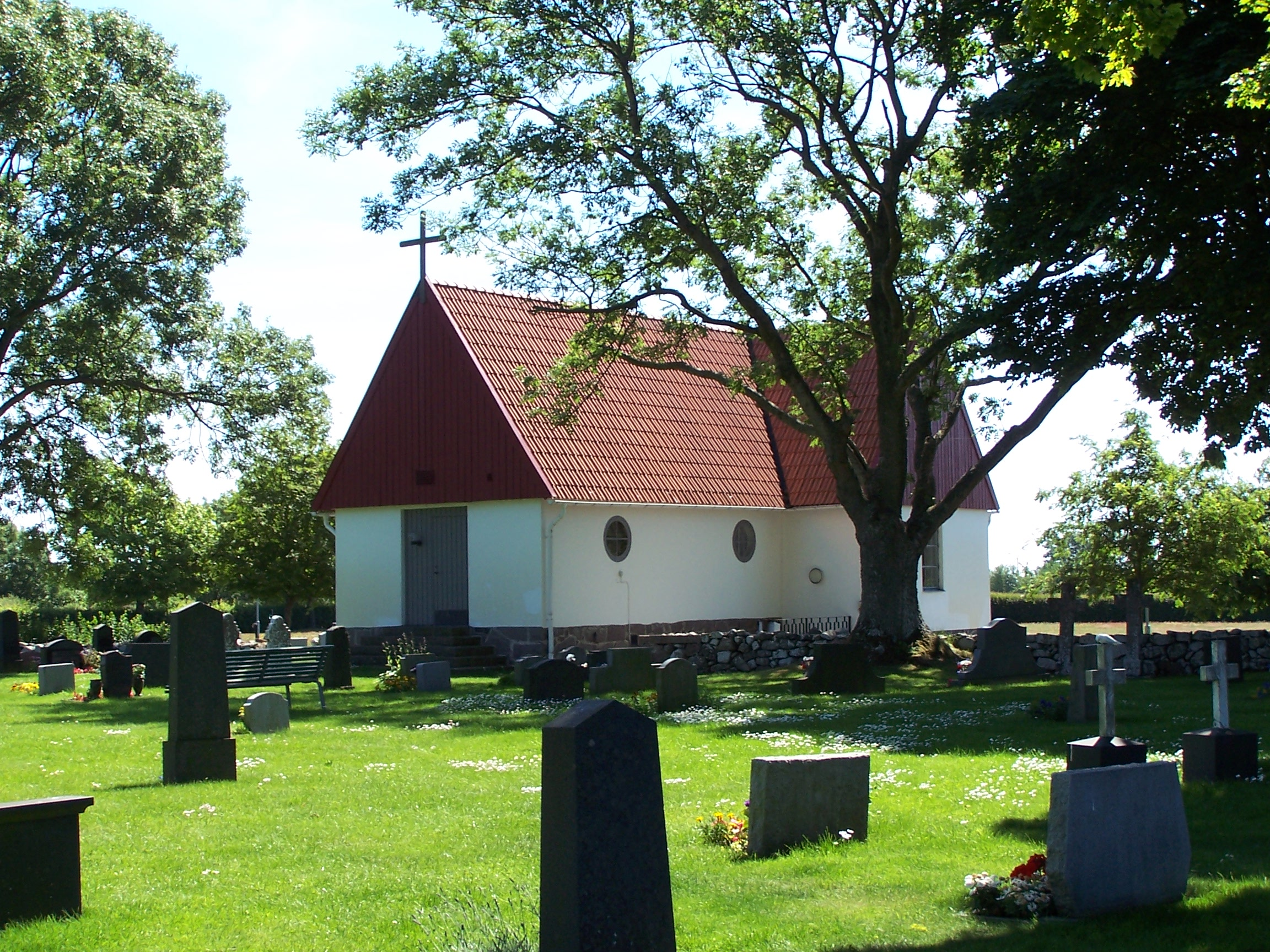
Avaskärs kapell

Avaskär är ett område, med kapell och kyrkogård, i Kristianopels socken i Karlskrona kommun i östra Blekinge. 

## Historia
På 1300-talet återerövrade danskarna Blekinge. Om Avaskärs tidigare historia är inte mycket känt då den danske kungen Valdemar Atterdag lär ha förstört alla handlingar från denna tid. Avaskär var under medeltiden en av Danmarks minsta städer, belägen endast 6 km från den svenska riksgränsen. Staden drabbades därför av åtskilliga skövlingar och bränder under de återkommande svensk-danska krigen på 1400- och 1500-talen. 
Den första antydningen i litteraturen om Avaskär är i Chronicon Livonicon vetus, där det nämns att Valdemar Sejr "på väg hem från Visby på våren 1207 med sitt följe hemresan till Danmark, hvilken färd ställdes öfver Gotland. Denna ö nåddes palmsöndagen (15 april). Uppehållet på Gotland kan endast ha varat några dagar, ty redan påsken (22 april) firades af ärkebiskopen på danskt område (in terra sua)". 
Avaskär omtalas första gången med säkerhet år 1350 och existerade som stad fram till 1600, då staden tillsammans med Lyckå miste sina stadsprivilegier till förmån för den nyanlagda fästningsstaden Kristianopel.
År 1451 träffades den svenske kungen Karl Knutsson och Danmarks kung Kristian I i Avaskär. Mötet kommer till stånd efter att Danmark och Sverige krigat sedan 1449 och handlade om vilket land som hade rätt till Gotland. Något nämnvärt resultat gav mötet inte.
Avaskär var dåligt befäst och landhöjningen hade gjort hamnförhållandena allt sämre. Den 15 september 1563, under Nordiska sjuårskriget, brändes staden ner av svenskarna. Staden återuppbyggdes men dess storhetstid var över. År 1598 anlände Sigismund med sin flotta till Avaskär för att därifrån ta sig till Kalmar och hävda sin rätt till tronen av Sverige. Året därpå beslutade Kristian IV att grunda en ny betydligt bättre befäst stad med namnet Kristianopel och Avaskär försvann därefter från historien.